# Société des automobiles de la Buire

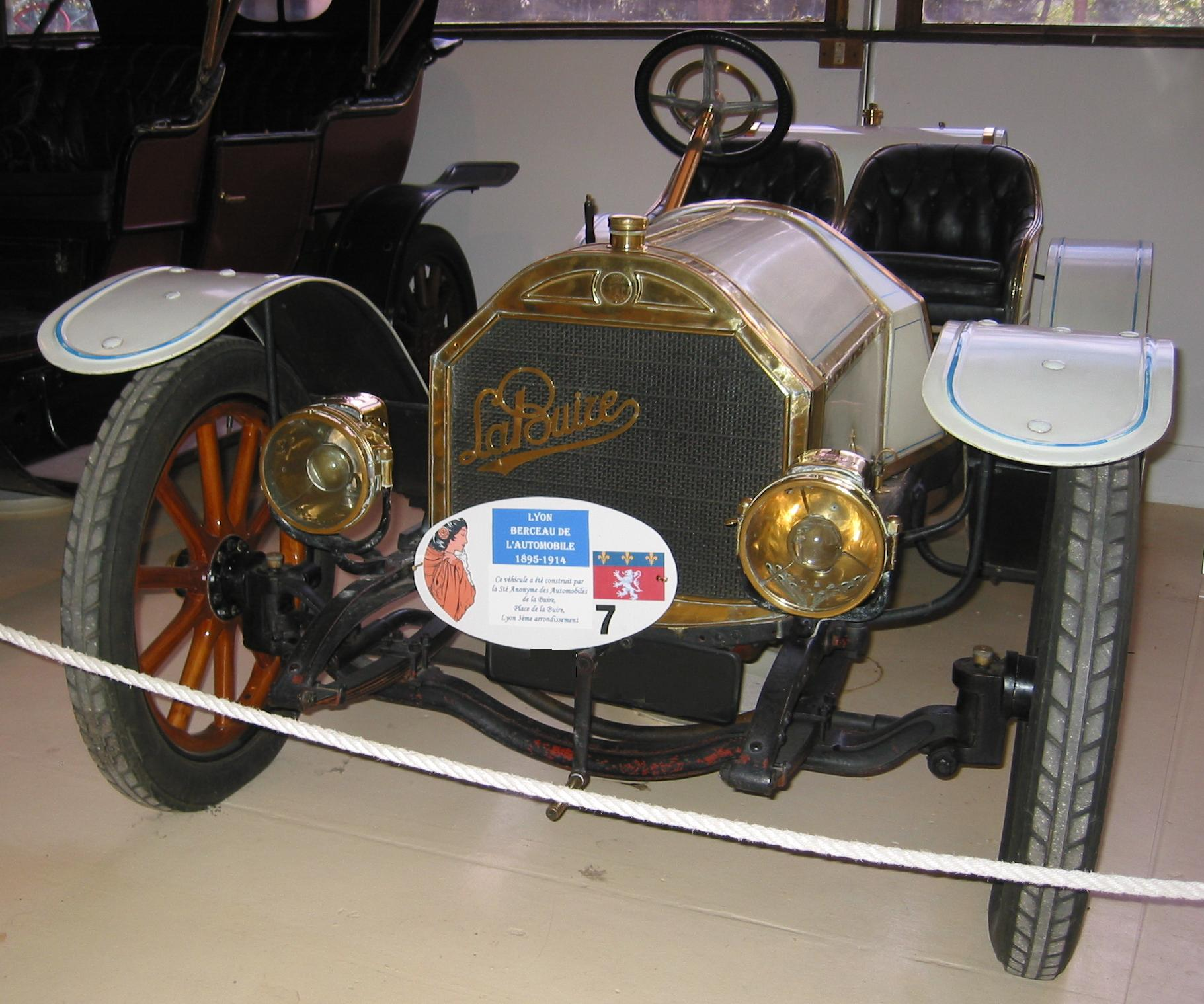
Voiture de 1905 exposée au musée automobile de Rochetaillée-sur-Saône.

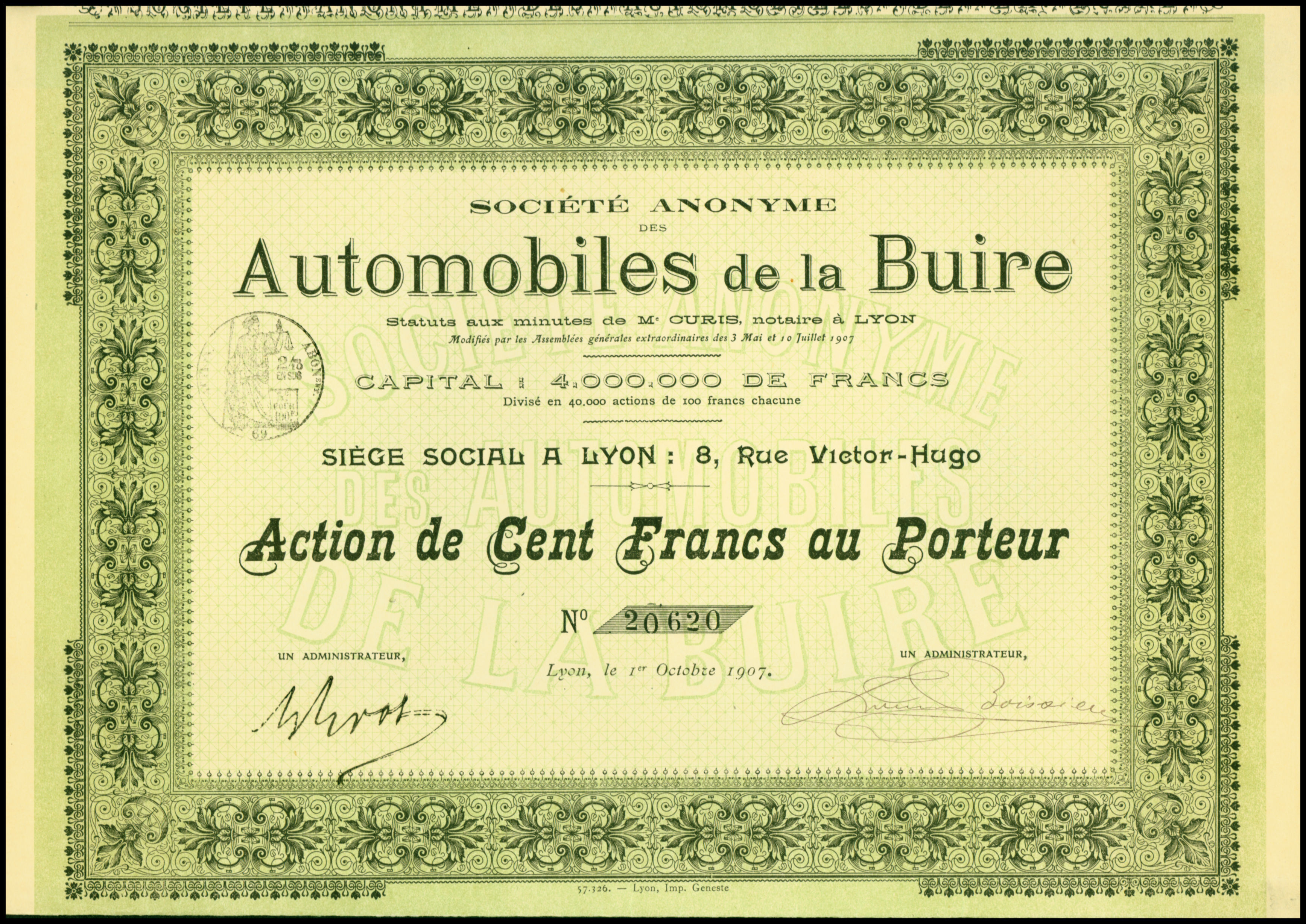
Action de la Société anonyme des Automobiles de la Buire, émise le 1er octobre 1907.

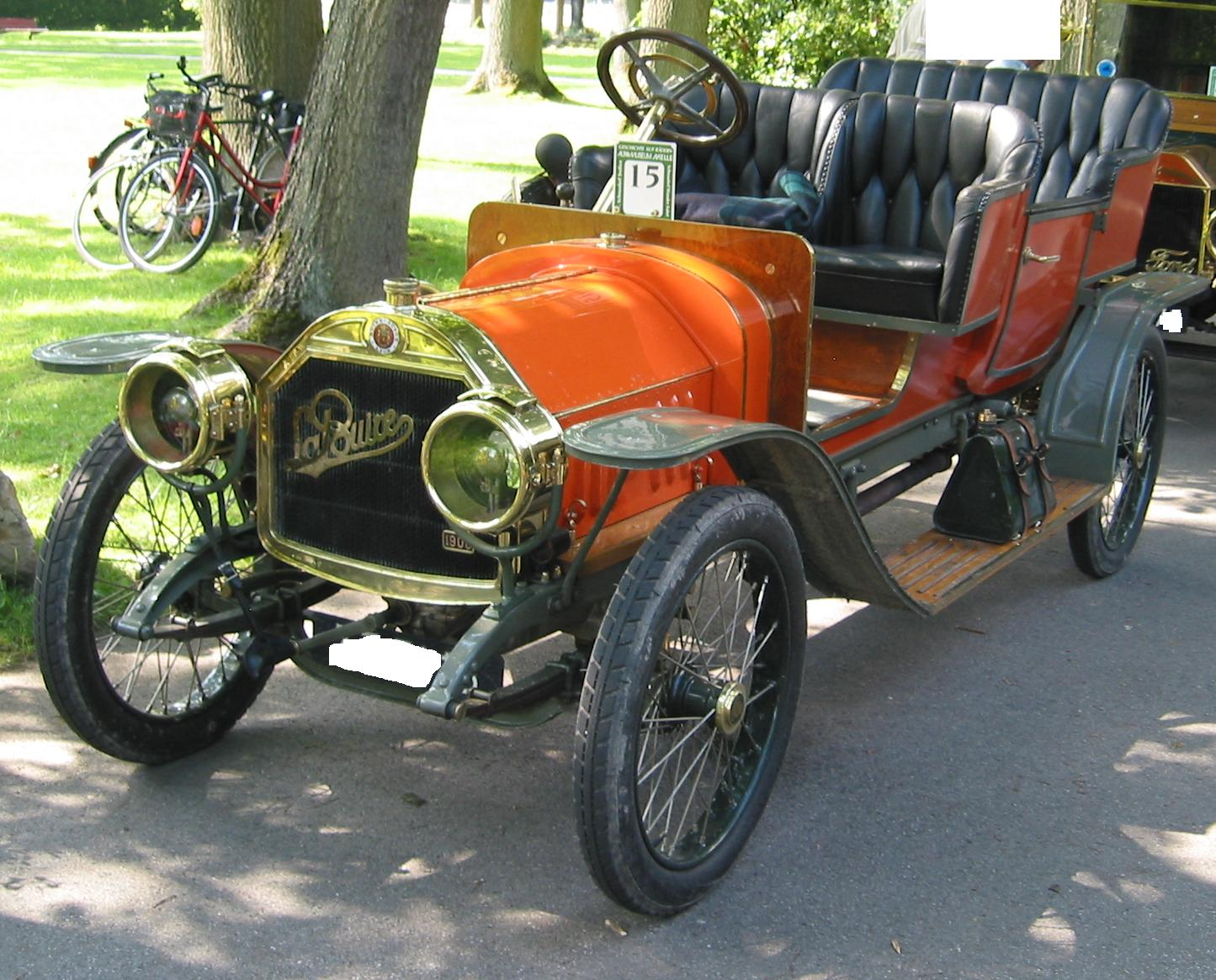
Voiture La Buire de 1908 carrossée en Phaéton.

La Buire.

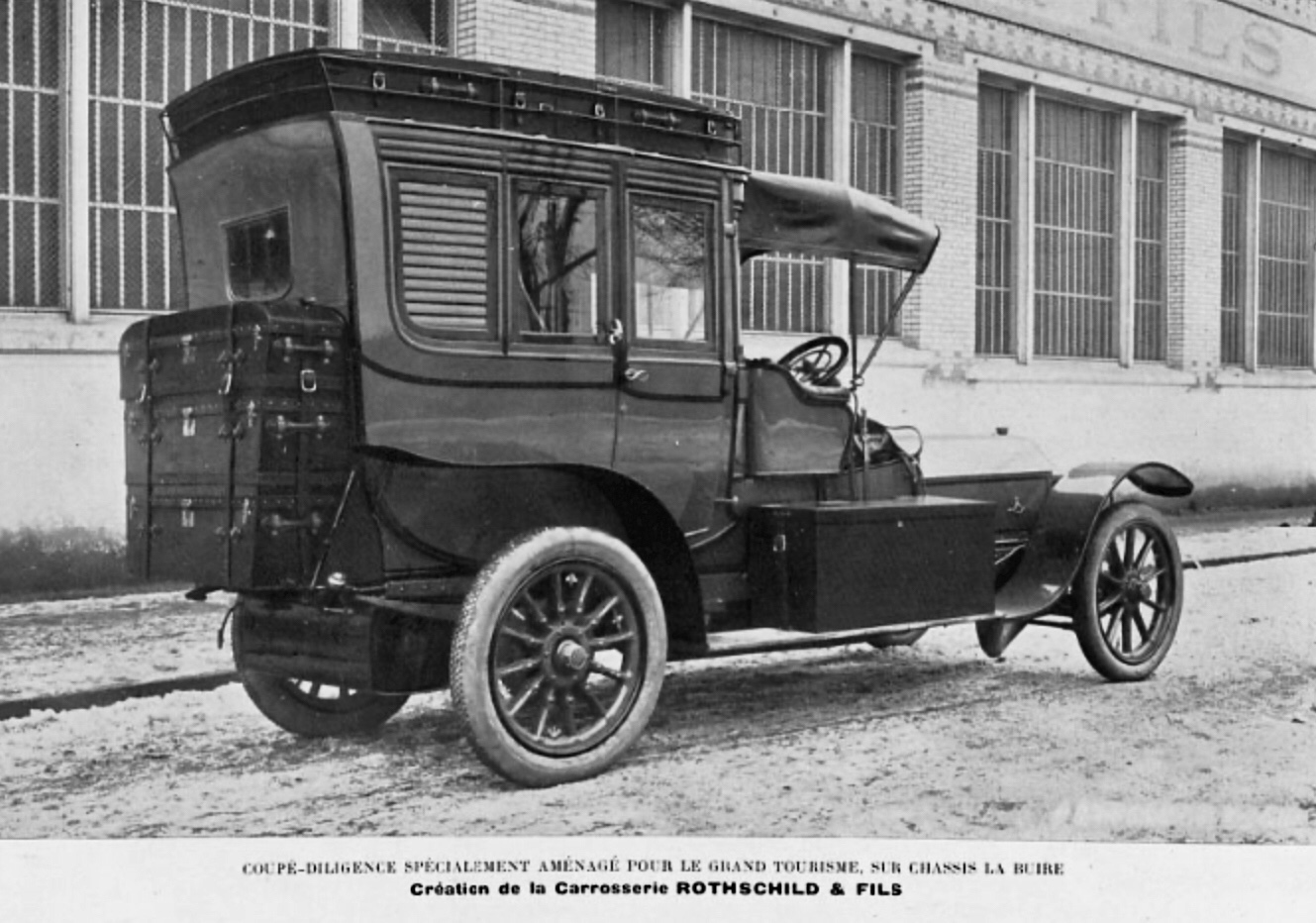
La Buire avec carrosserie par Rothschild & Fils (1916).

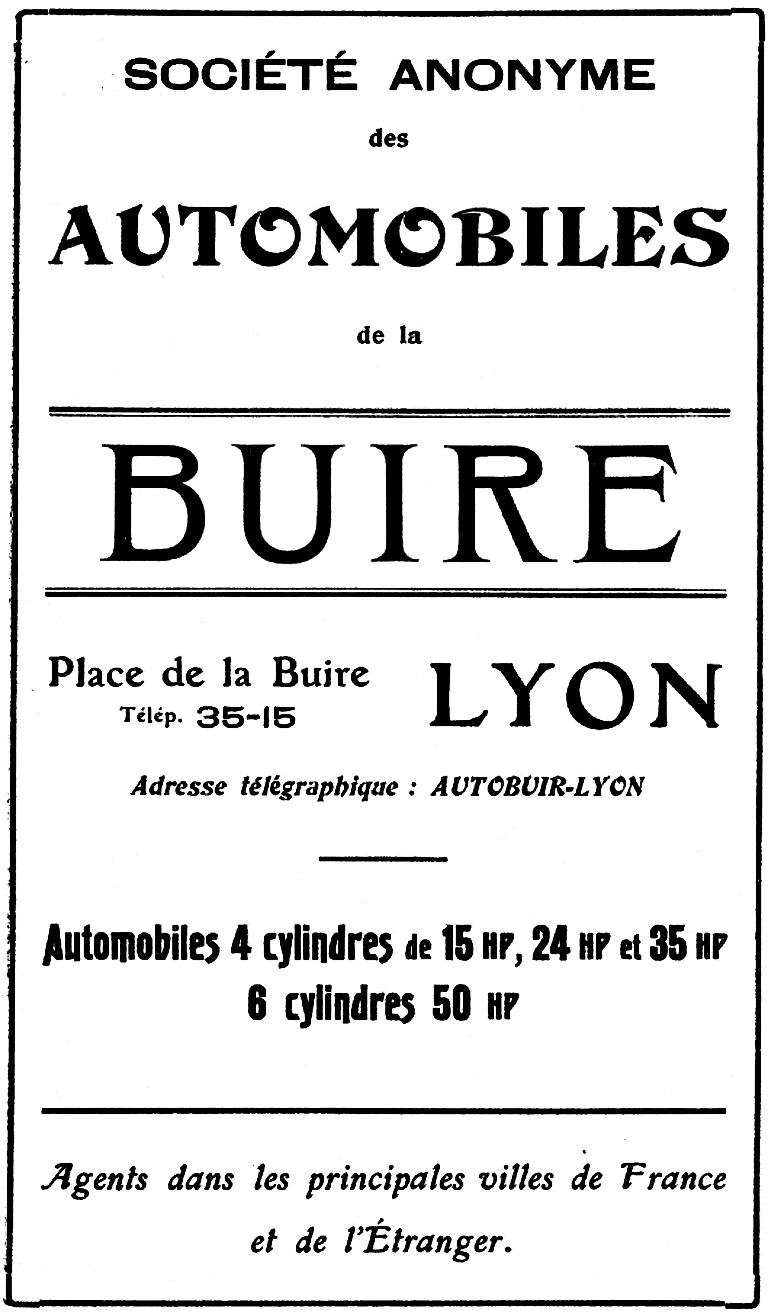
La Buire (1907).

La Société des automobiles de la Buire est créée à Lyon le 6 mai 1905. Elle est une filiale de la Société Nouvelle des Établissements de l'Horme et de la Buire.
En 1909, le 28 septembre, la société est mise en liquidation. La Société nouvelle de la  Buire automobiles est alors créée. La maison mère devient Société Horme et Buire.
La firme disparaît en 1930.

## Le site de production
La première usine se situe place de la Buire à Lyon (place Bir-Hakeim) . La seconde est construite en 1917, avenue Rockfeller, dans le 3e arrondissement (ancien chemin de Montplaisir).

## La production
après 1906
- le type  15 / 20 HP,
- le type  24 / 30 HP[6],
- le type  35 / 50 HP,
- le type  80 / 100 HP[7],

après 1908

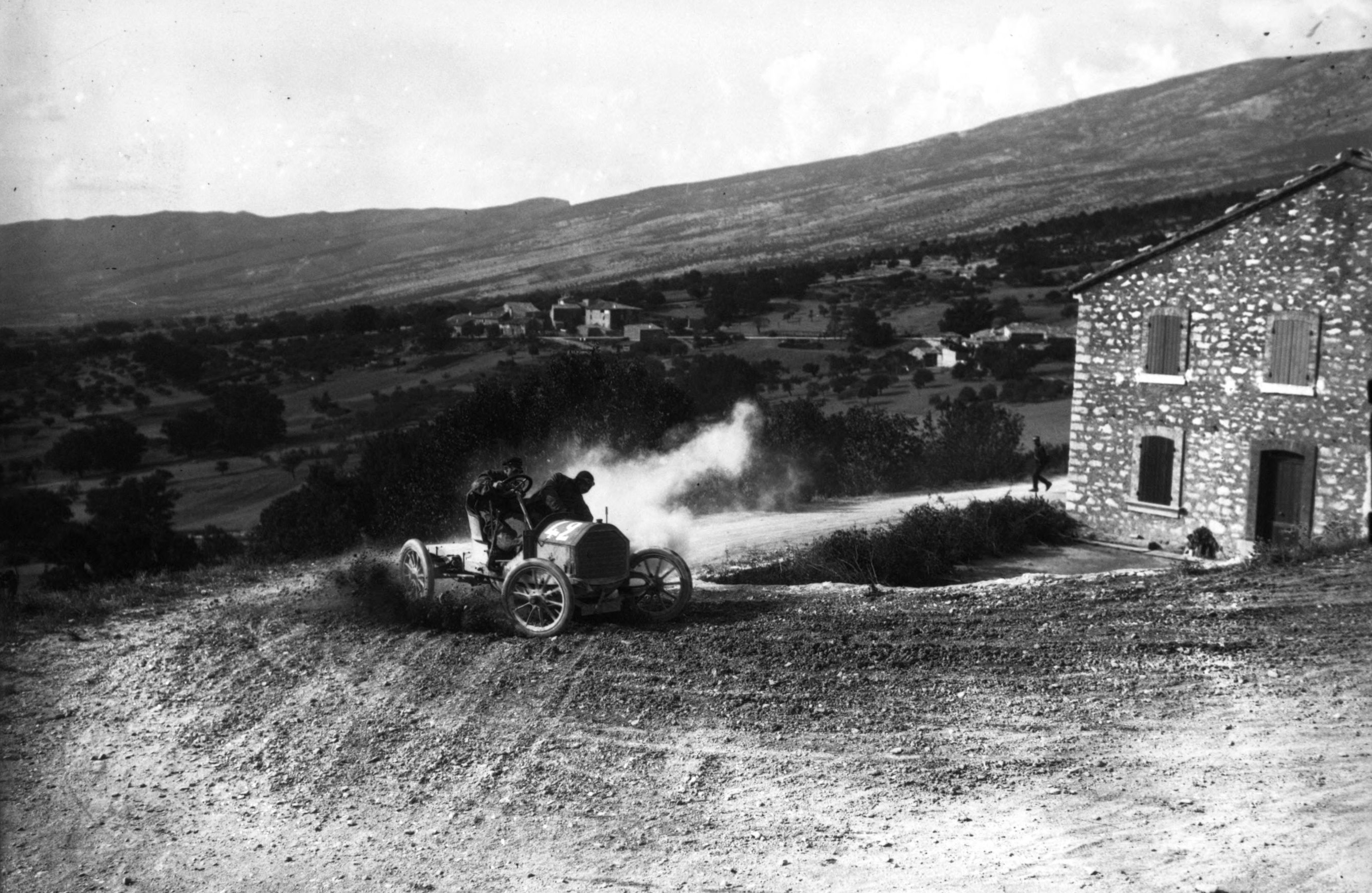
Automobile La Buire, en pleine course, sur le site du mont Ventoux, en 1907.

- le type 10/14 HP, moteur 4 cyl, (75 × 120 mm), cylindrée 2,1 litres,
- le type 25/30 HP, moteur 6 cyl, (90 × 120 mm), cylindrée 4,7 litres,

après 1913
- le type 7000, moteur 7/8 HP, 4 cyl, (65 × 130 mm),
- le type 7500, moteur 8/9 HP, 4 cyl, (70 × 150 mm),
- le type 8500, moteur 12 HP, 4 cyl, (80 × 160 mm),
- le type 9500, moteur 16 HP, 4 cyl, (90 × 160 mm)
- Camion [8]

En 1922, un camion de la Buire est équipé d’un gazéificateur de bois Vierzon.
après 1918
- le type 10 A, voiture de 10 HP, moteur 1,8 litre, produite de 1923 à 1929 [10]
- le type 10 A2, voiture de 11 HP, moteur 2 litres, produite de 1927 à 1929
- le type 11 A, voiture de 12 HP, moteur 2,2 litres, produite de 1919 à 1922[11]
- le type 12 A, voiture de 14 HP, moteur 2,8 litres, produite à partir de  1924 à 1925[12]
- le type 12 B, voiture de 15 HP, moteur 2,9 litres, produite à partir de 1924

## Véhicules préservés
- type 8HP, 1905, 2 places, musée de l'automobile Henri-Malartre
- type 1000, 1912, 2 places, N° de série : 1001, Angleterre[13]
- type 10 A, 1924, N° de série : 324, moteur 4 cylindres, 1 860 cm3, torpédo[14]
- type 10 A, 1924, N° de série : 348, moteur 4 cylindres, 1 860 cm3, torpédo[15]
- type 10 A, 1924, N° de série : 462, moteur 4 cylindres, 1 860 cm3, torpédo
- type 10 A, 1925, N° de série : 504, moteur 4 cylindres, 1 860 cm3, torpédo [16]
- type 12 A, 1928, N° de série : 1210, moteur 4 cylindres, 12CV, torpédo[17]
- type 12 A, 1928, N° de série : 1213, moteur 4 cylindres, 12CV, torpédo (rétromobile 2015)[18]
- type 12 A, 1925, N° de série : 1493, moteur 4 cylindres, 2 860 cm3, berline[19]
- type 12 A, 1925, N° de série : 1494, moteur 4 cylindres, 2 860 cm3, berline à carrosserie  souple[20]
- type 12 A, 1925, N° de série : 1604, moteur 4 cylindres, 2 860 cm3, berline[21]